# Erich Lochner

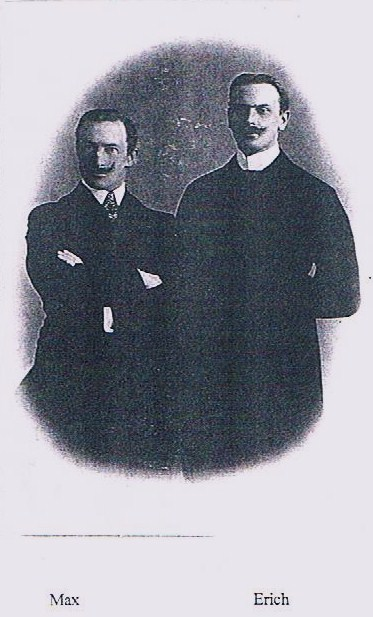
Max und Erich Lochner

Erich Lochner (* 25. Juni 1879 in Aachen; † 8. Juli 1947 in München) war ein deutscher Automobilrennfahrer, Sportflieger und Flugzeugkonstrukteur.

## Leben und Wirken
Der Sohn des Aachener Tuchfabrikanten Emil Lochner und seiner Ehefrau Leonie, geb. Haniel (1846–1911), welche die Tochter des Rittergutbesitzers Max Haniel und der Friederike, geb. Cockerill (1816–1854), Tochter des Stahlunternehmers James Cockerill war, zeigte bereits als kleiner Junge Interesse an technischen Dingen und ihrer Konstruktion. Nach dem Abitur entschied er sich daher für ein Ingenieursstudium. Darüber hinaus teilte er mit seinem Bruder Max Lochner die Leidenschaft für die Fliegerei. Beide unternahmen gemeinsam zahlreiche Fahrten mit dem Freiballon.
In jungen Jahren galt Erich Lochner zeitweise als das Enfant terrible der Familie. So soll er seinem späteren Fluglehrer August Euler einst berichtet haben, er habe als Junggeselle das gesamte Ballett-Ensemble des Aachener Stadttheaters in seine Fabrik eingeladen und die Damen exklusiv für sich tanzen lassen. Infolge eines Weihnachtsbaum-Brandes habe die Feuerwehr die illustere Gesellschaft aber entdeckt, was Erichs Ruf erheblich geschadet habe.
Nach seinem Studium trat Erich Lochner zunächst als erfolgreicher Automobilrennfahrer in Erscheinung. Als solcher gewann er 1909 eine Plakette in der 2. Prinz-Heinrich-Fahrt, den 3. Preis in der Klasse V beim Kilometerrennen des Frankfurter Automobilclubs sowie den 3. Preis im Rennen der Prinz-Heinrich-Fahrt-Wagen über einen Kilometer während der Automobilwoche in Ostende.
Noch im gleichen Jahr sattelte Lochner, animiert durch die Kanalüberquerung von Louis Blériot, auf die Sportfliegerei um. Erich Lochner, der sich bereits ein Jahr zuvor gemeinsam mit seinem Bruder mit der Konstruktion von Flugzeugen befasst hatte, reiste nun nach Berlin, Darmstadt Frankfurt und nach Frankreich, wo er in den verschiedenen Werkstätten bei den bekanntesten Konstrukteuren und Aviatikern hospitierte. Zurück in Aachen nahm Lochner im November 1909 Kontakt zu dem zu dieser Zeit an der RWTH Aachen tätigen Hugo Junkers und dessen Mitarbeiter Hans Jacob Reissner auf und versuchte, sie von der Einrichtung einer Versuchswerkstatt im Aachener Lochnerpark, dem heutigen Westpark zu überzeugen. Dieser Park hatte unter anderem als zoologischer Garten und Vergnügungspark gedient und war 1905 aus wirtschaftlichen Gründen geschlossen worden. Dieses Vorhaben scheiterte jedoch am entschiedenen Veto seiner verwitweten Mutter.
Lochner zog daraufhin nach Darmstadt, wo er sich als Flugschüler bei August Euler anmeldete. Am 5. Juli 1910 bestand er als 15. Absolvent das neue Flugzeugführerpatent. Lochner blieb anschließend bei Euler und unternahm auf seinen Maschinen weitere Testflüge. Eine erste geplante Teilnahme an einer offiziellen Flugwoche im August 1910 scheiterte noch an Formfehlern, er entschloss sich daraufhin jedoch für die Teilnahme am ersten deutschen Überlandflug von Frankfurt am Main nach Mannheim im gleichen Monat. Im Rahmen von hierzu erforderlichen Probeflügen stellte Lochner am 12. August 1910 einen deutschen Rekord für Überlandflüge auf, nachdem er die Strecke Frankfurt am Main nach Rüsselsheim in rund 90 Minuten geschafft hatte. Beim eigentlichen Wettbewerb errang er trotz mehrfacher Pannen und Notlandungen mit einer Euler-Maschine den 2. Preis hinter Emile Jeannin.
Im Anschluss an diese Wettbewerbe zog es Lochner, der die Kontakte zu seiner Geburtsstadt nie ganz abgebrochen hatte, wieder nach Aachen zurück, wo er in die Sportkommission der Flugzeugabteilung des Deutschen Luftschifferverbandes gewählt wurde und sogleich an den ersten Beratungen für einen 1911 geplanten Fernflug von Aachen nach Berlin teilnahm. Lochner brachte einen Euler-Doppeldecker mit nach Aachen, mit dem er auf dem Aachener Exerzierplatz in der Brander Heide seine weiteren Flugversuche unternahm. Oftmals säumten dabei zahlreiche Zuschauer, darunter auch Hugo Junkers, das Flugfeld, um die noch relativ unbekannten und spektakulären Darbietungen bewundern zu können.
Lochners Bemühungen um den Flugsport, die wissenschaftlich-technischen Forschungen im Bereich Flugzeugbau der Technischen Hochschule, das öffentliche Interesse sowie die notwendige Koordination des geplanten Langstreckenflugs nach Berlin führten am 12. März 1911 zur Gründung des Aachener Vereins für Luftschifffahrt. Vier wissenschaftliche Vereine, der Aachener Bezirksverband im Verein Deutscher Ingenieure, die Gesellschaft für Erd- und Witterungskunde, die naturwissenschaftliche Vereinigung zu Aachen und der Elektrotechnische Verein sowie 76 Privatpersonen, darunter neben Lochner die Professoren Junkers, Reissner, Hertwig, Frentzen, Wallichs, Polis, Rötscher, der amtierende Oberbürgermeister Veltmann, Behördenvertreter, Stadtverordnete, Offiziere und sogar acht Ehefrauen, darunter die Damen Lochner, Polis, Rötscher, Reissner und Delius, zählten zu den Unterzeichnern der Gründungsurkunde. Mehr als 170 Mitglieder traten dem Verein bei und Erich Lochner wurde in den ersten Vereinsvorstand gewählt. Darüber hinaus trat Lochner noch dem Ortsausschuss für den Deutschen Rundflug bei.
In der Folgezeit beschäftigte sich Lochner nun zunehmend mit der Konstruktion von Flugzeugen. Da nach dem Tod der Mutter im Jahr 1911 ihr Veto nicht mehr im Wege stand, richtete er sich im ehemaligen Lochnerpark eine veritable Montagehalle ein und entwarf zunächst im April 1911 einen eigenen Eindecker. Wenige Monate später baute er einen erworbenen Bleriot-Eindecker nach eigenen Erkenntnissen und Bedürfnissen um. Im Herbst des gleichen Jahres erschien sein erster Rennzweidecker. Es ist denkbar, dass der Rennzweidecker, den der Schüler Lochners Richard Weyl 1912 bei den Aachener Flugtagen geflogen hatte, ebenfalls ein von Lochner umgebauter Bleriot XI-Eindecker war. Diese Arbeiten beschäftigte Lochner so sehr, dass er seine aktive Sportfliegerei aufgab. Noch im gleichen Jahr trennte sich Lochner von seiner Familie und zog in ein von ihm in Geiselgasteig bei München errichtetes Haus und beendete ein Jahr später auch seine Mitgliedschaft im Aachener Verein für Luftschifffahrt.
Kurz nach Ausbruch des Ersten Weltkrieges im August 1914 meldete sich Erich Lochner als Freiwilliger für den Kriegseinsatz, wurde aber zunächst wegen eines Herzleidens nicht rekrutiert. Nach Lochners Zusicherung, auf eigene Verantwortung und ohne jede etwaige Entschädigungsansprüche am Krieg teilnehmen zu wollen, wurde er schließlich vom Heer übernommen. Er stellte mehrere sich in seinem Privatbesitz befindlichen Sportwagen dem Heer zur Verfügung und diente zunächst in der 2. Armee, dann in der 7. und 5. Armee und schließlich in der 10. Armee, wo er auch vereinzelt als Flieger zum Einsatz kam. In Anbetracht seines für die Fliegerei vergleichsweise hohen Alters und der dadurch möglicherweise eingeschränkten Flugtauglichkeit wurde er später von der Front abgezogen und war dann als technischer Offizier in Berlin-Adlershof tätig. Hier koordinierte er die Reparaturarbeiten an beschädigten Flugzeugen und flog reparierte Maschinen wieder ein. Das andauernde Fliegen und die ständige Arbeitsüberlastung führten zu einem Hörsturz und dem Verlust des Gleichgewichtsgefühls mit der Folge, dass Lochner Anfang 1917 bei Probeflügen mehrfach abstürzte. Er musste deshalb Anfang 1917 aus gesundheitlichen Gründen im Range eines Oberleutnants seinen Abschied vom Militärdienst nehmen und zog sich wieder in sein Haus in München zurück.
Schließlich trat Erich Lochner im Jahr 1922 auch aus dem Club Aachener Casino aus, dem er 1911 beigetreten war.
Erich Lochner war in erster Ehe verheiratet mit Leonie Deden (1884–1938), einer Tochter des Laurensberger Gutsbesitzers und Ehrenbürgermeisters Arnold Deden. Nach seiner Scheidung im Jahre 1916 heiratete er noch im gleichen Jahr Luise Hacker und bereits 1920 in dritter Ehe Berta Maria Weidenmüller. Insgesamt hatte er vier Söhne. Erich Lochner starb im Jahre 1947 in München.